# Збиті вершки
Зби́ті вершки́, також крем Шантії́ або крем Шантилі́ (фр. Crème chantilly) — десерт, приготований з підсолоджених збитих вершків, іноді з додаванням ванілі.
Використовується в приготуванні тістечок, тортів та інших десертів. Часто подається разом з морозивом і використовується для приготування десертів з морозива. У продажу також зустрічається в металевій упаковці під тиском. Термін придатності після відкривання переважно становить 48 годин.

## Історія створення десерту
Згідно з поширеною легендою, збиті вершки винайшов Франсуа Ватель, метрдотель замку Шантії в XVII столітті. Проте було встановлено, що назва «крем Шантії» вперше зустрічається тільки в 1784 р., коли цей десерт був поданий баронесі Оберкірх у Версальському палаці. А назва «Шантії» було використано з причини того, що замок став символом вишуканої їжі.

## Десерти зі збитих вершків

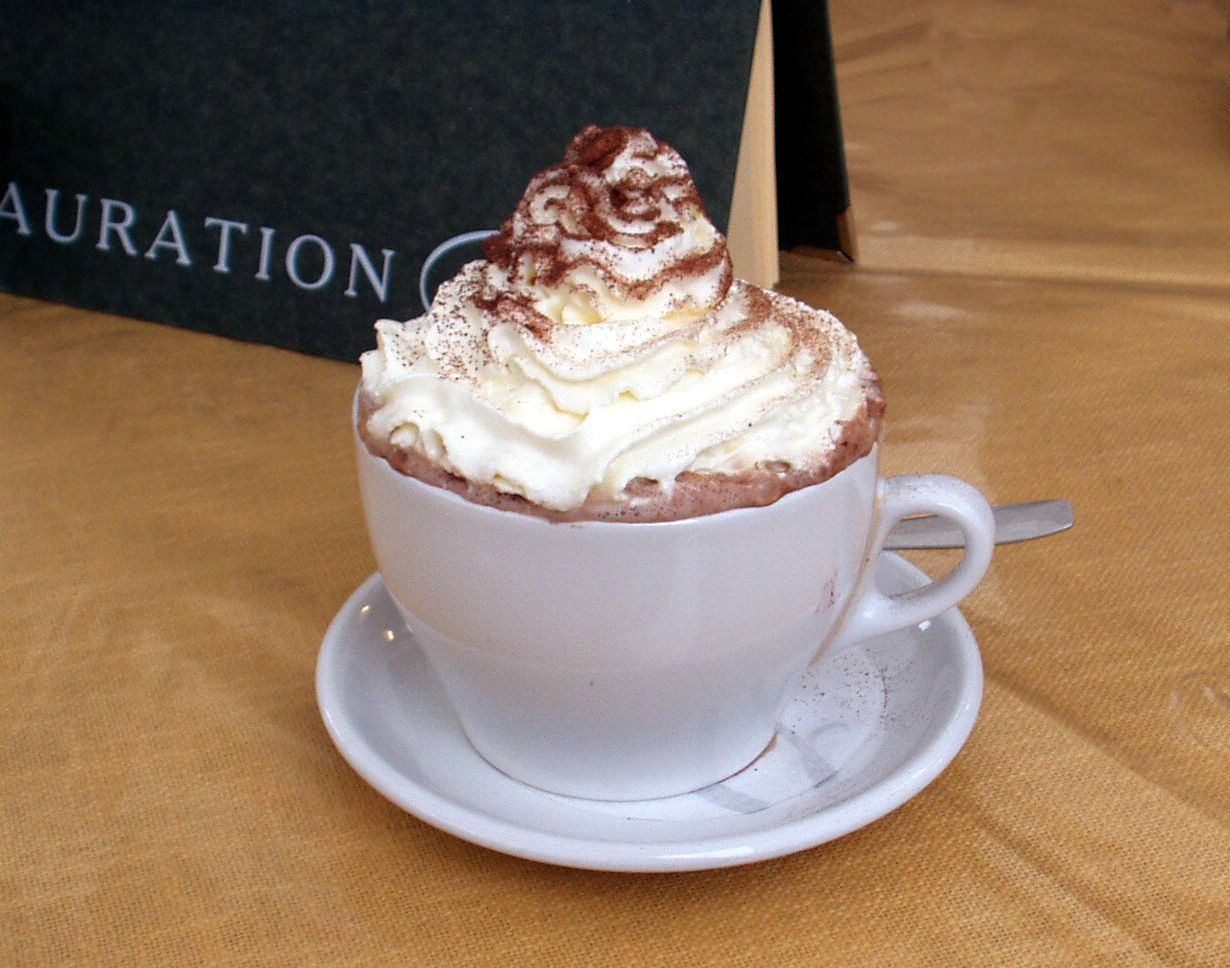
Гарячий шоколад зі збитими вершками
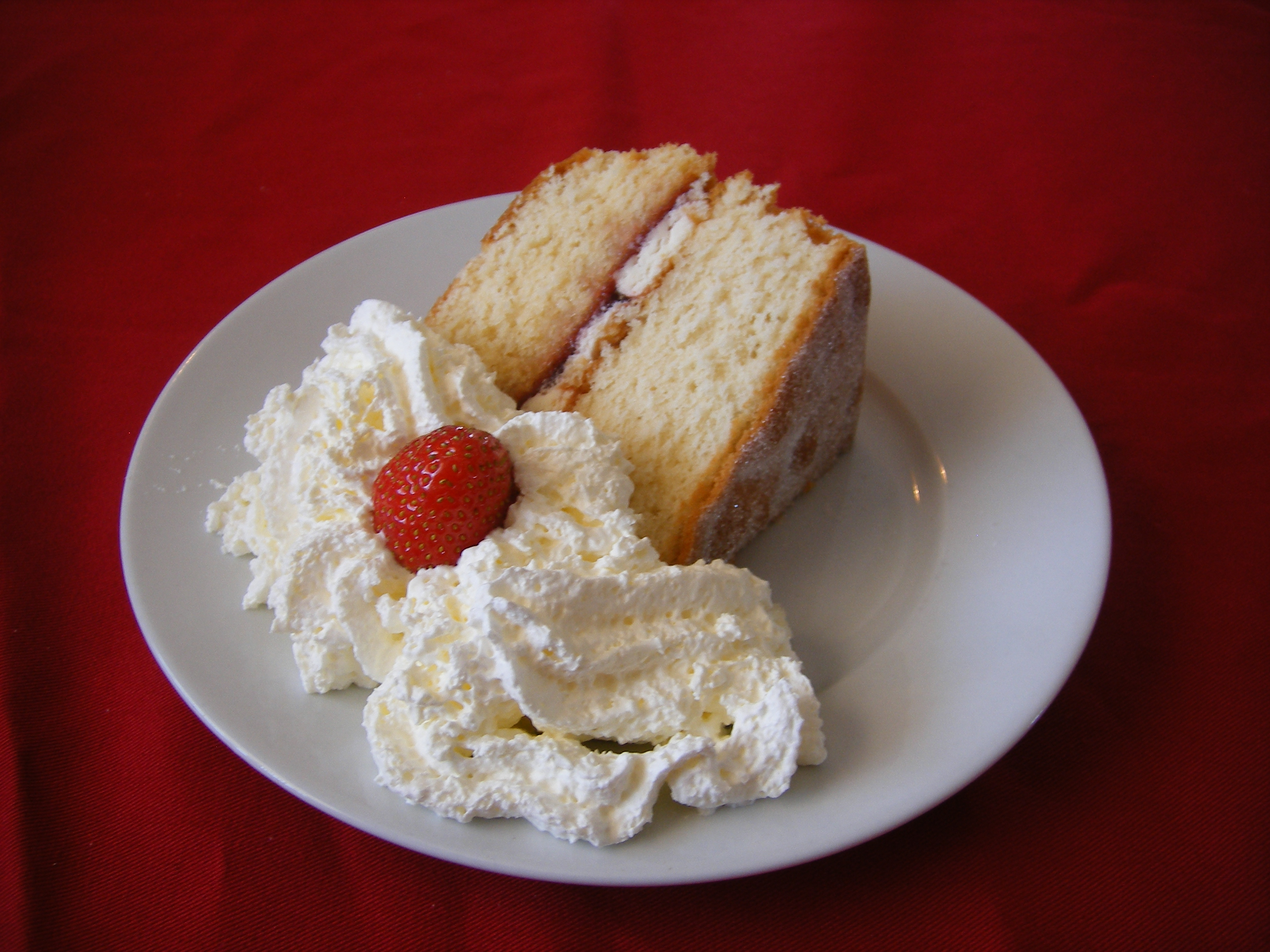
Бісквітне тістечко зі збитими вершками і полуницею
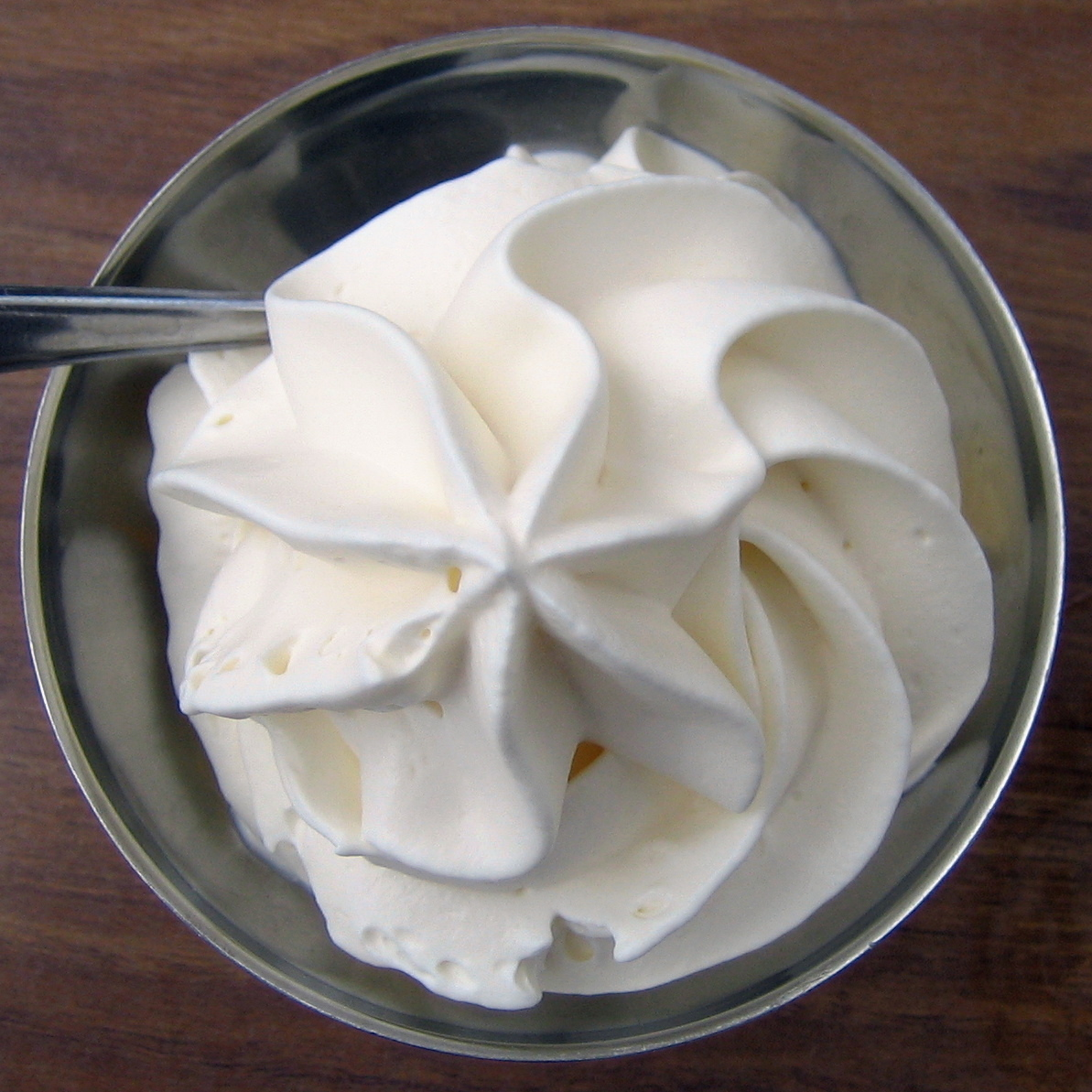
Крем Шантії